# Coyoacán
Coyoacánⓘ (nahuatl coyō-hua-cān – dosł. miejsce kojotów) – jedna z szesnastu dzielnic Dystryktu Federalnego Meksyk.

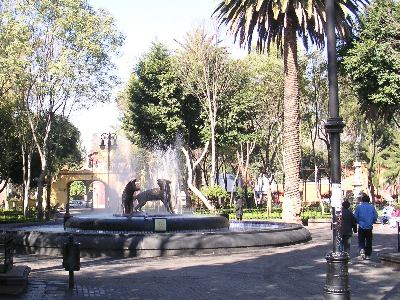
Ogród Hidalgo w Coyoacán

Liczba ludności wynosi około 628 063. Centrum dzielnicy Coyoacán to Villa Coyoacán. Obecnym szefem dzielnicy jest meksykański polityk, muzyk i architekt – Heberto Castillo Juárez.  W XX wieku było to miejsce zamieszkania malarki Fridy Kahlo i polityka Lwa Trockiego. W tej dzielnicy mieszka  polski podróżnik Wojciech Cejrowski.